# Đông Minh, Hà Trạch
Đông Minh (giản thể: 东明县; phồn thể: 東明縣; bính âm: Dōngmíng Xiàn) là một huyện của địa cấp thị Hà Trạch, tỉnh Sơn Đông, Trung Quốc. Đây là huyện cực tây của Sơn Đông và nằm bên bờ đông (hữu) của Hoàng Hà.

### Trấn
| - Thành Quan (城关镇) - Đông Hồ Tập (东明集镇) - Lưu Lâu (刘楼镇) - Lục Khuyên (陆圈镇) | - Mã Đầu (马头镇) - Tam Xuân Tập (三春集镇) - Đại Đồn (大屯镇) |

### Hương
| - Vũ Thắng Kiều (武胜桥乡) - Thái Viên Tập (菜园集乡) - Tiểu Tĩnh (小井乡) | - Sa Oa (沙窝乡) - Trường Hưng Tập (长兴集乡) - Tiêu Viên (焦园乡) |